# 長野県道481号峠町軽井沢線
長野県道481号峠町軽井沢線（ながのけんどう481ごう とうげまちかるいざわせん）は、長野県北佐久郡軽井沢町内の旧碓氷峠（大字峠町）と現在の国道18号碓氷峠（大字軽井沢）とを結ぶ道路が指定される予定の一般県道。

## 概要
実際には路線認定の告示はされているものの、区域決定の告示がされていない。

### 路線データ
- 路線認定
  - 起点：長野県北佐久郡軽井沢町大字峠町
  - 終点：長野県北佐久郡軽井沢町大字軽井沢